# NAMC YS-11
Die NAMC YS-11 ist ein zweimotoriges Turboprop-Passagierflugzeug für bis zu 64 Passagiere. Sie wurde in Japan vom Konsortium Nihon Kōkūki Seizō (engl. Nihon Aircraft Manufacturing Company, NAMC) gebaut. Das Programm wurde 1954 vom japanischen Außenhandels- und Industrieministerium gestartet. Im Jahr 1962 wurde die erste Maschine fertiggestellt, die Produktion endete 1974. Der Prototyp von 1962 ist im Luftfahrtmuseum (Kōkū Kagaku Hakubutsukan, engl. Museum of Aeronautical Sciences) in der Nähe des Flughafens Narita/Tokio ausgestellt.
Bisher ist die YS-11 das einzige erfolgreiche Passagierflugzeug, das in Japan gebaut wurde. Insgesamt wurden 182 Stück hergestellt. Das Flugzeug wurde zum größten Teil in Japan hergestellt, nur die Triebwerke stammen von Rolls-Royce und die Propeller von Dowty Rotol.

## Nutzung

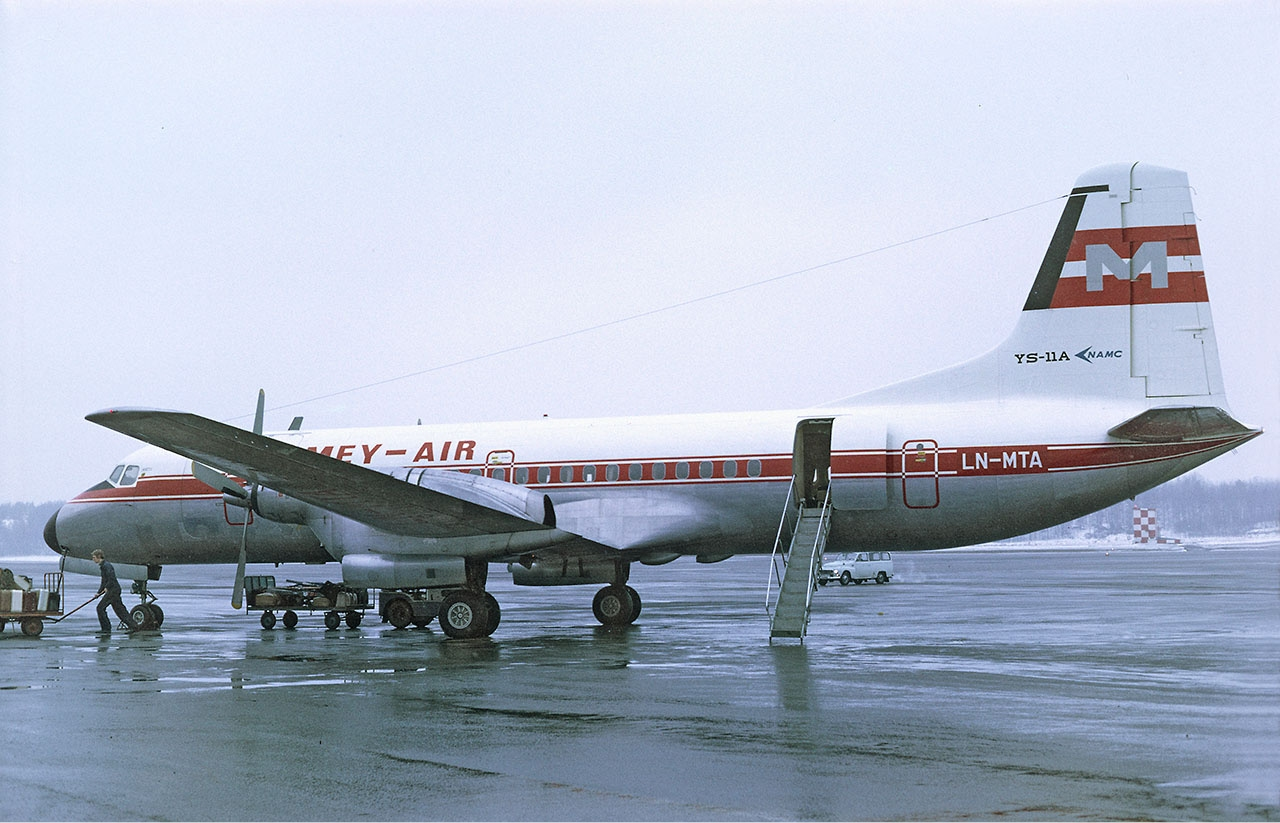
YS-11 der Mey-Air, Stockholm/Bromma 1971

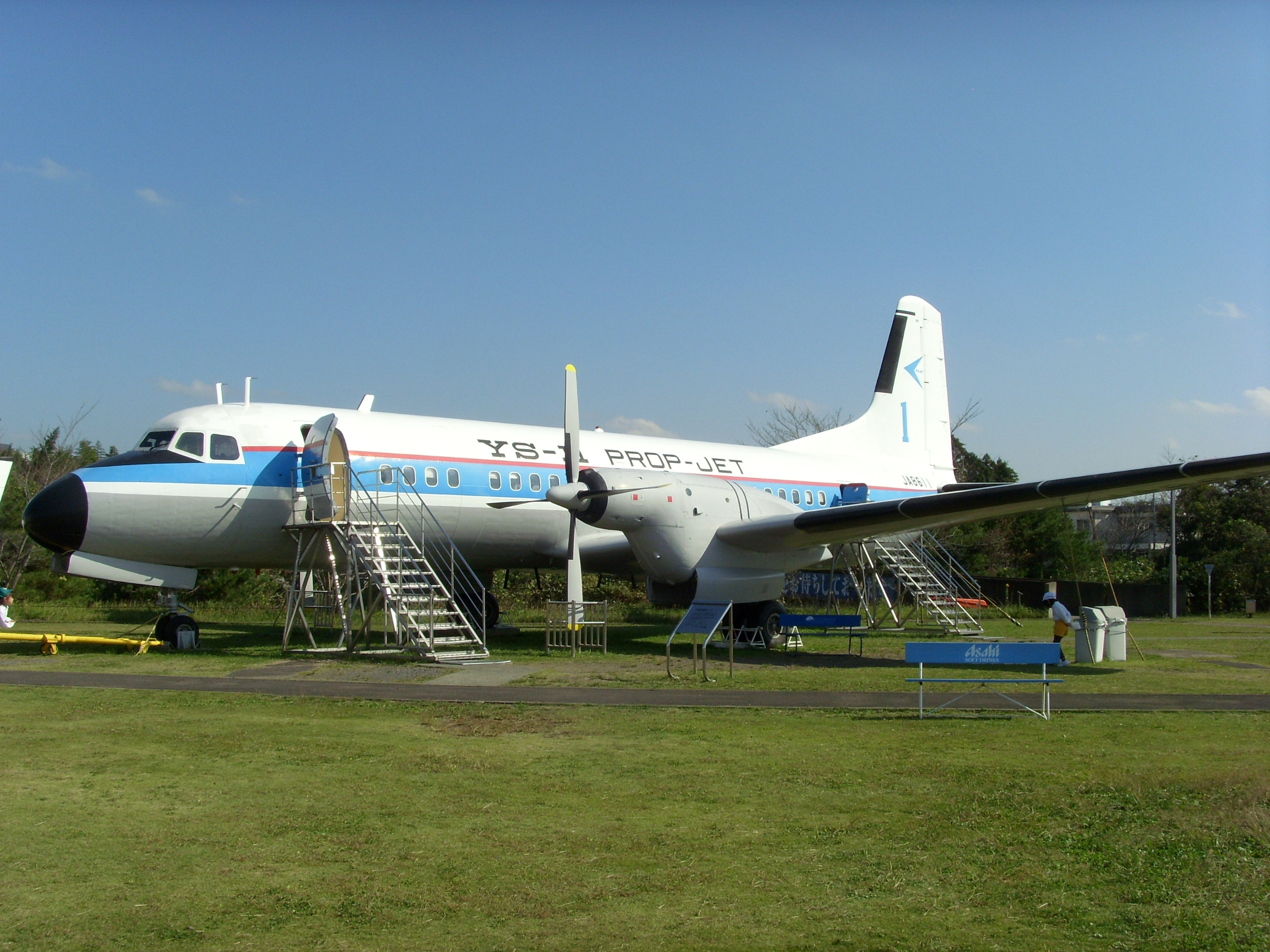
Prototyp von 1962 im Museum of Aeronautical Sciences, Narita/Tokio

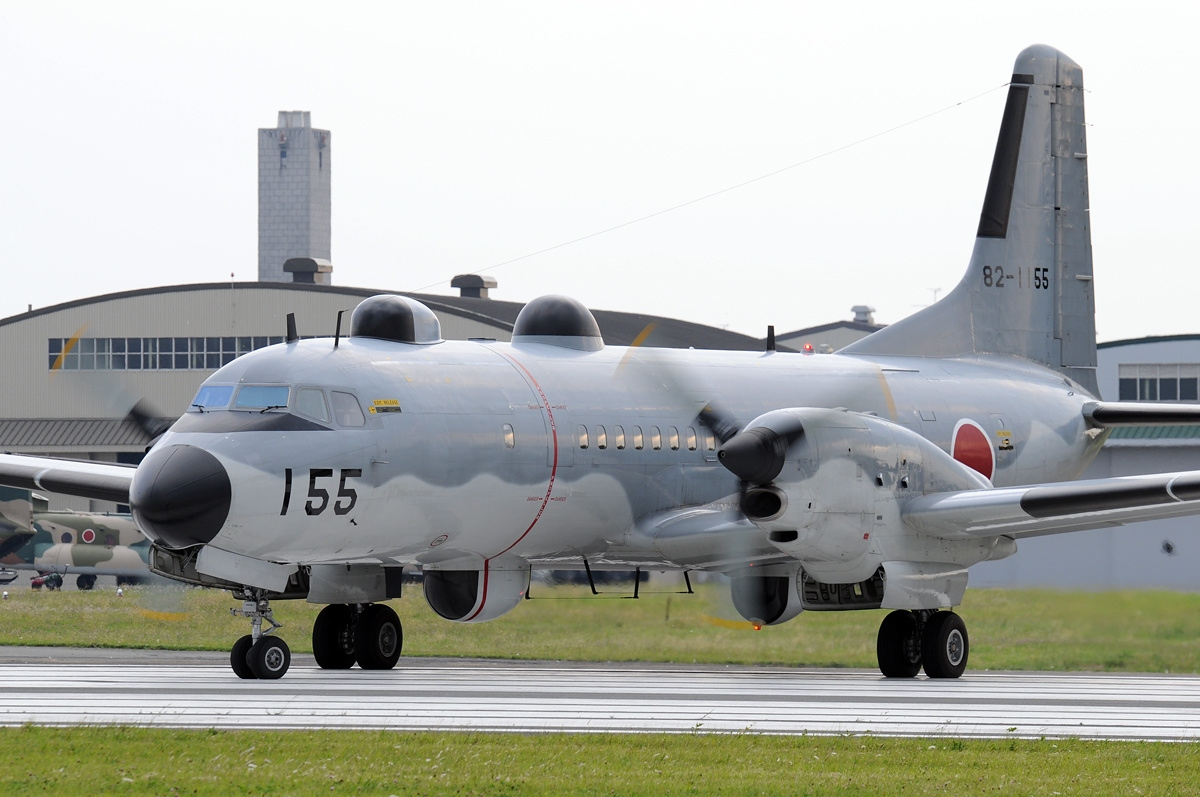
LuftselbstverteidigungsstreitkräfteYS-11EA

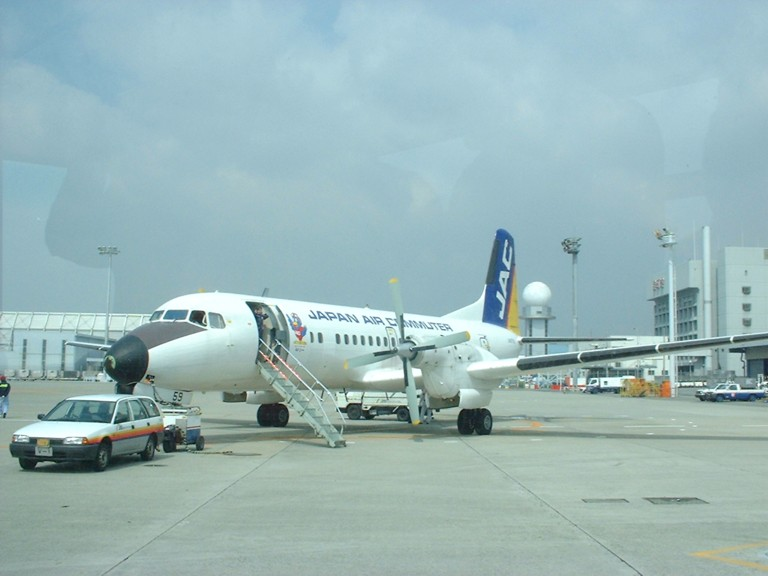
Eine YS-11 der Japan Air Commuter (JAC)

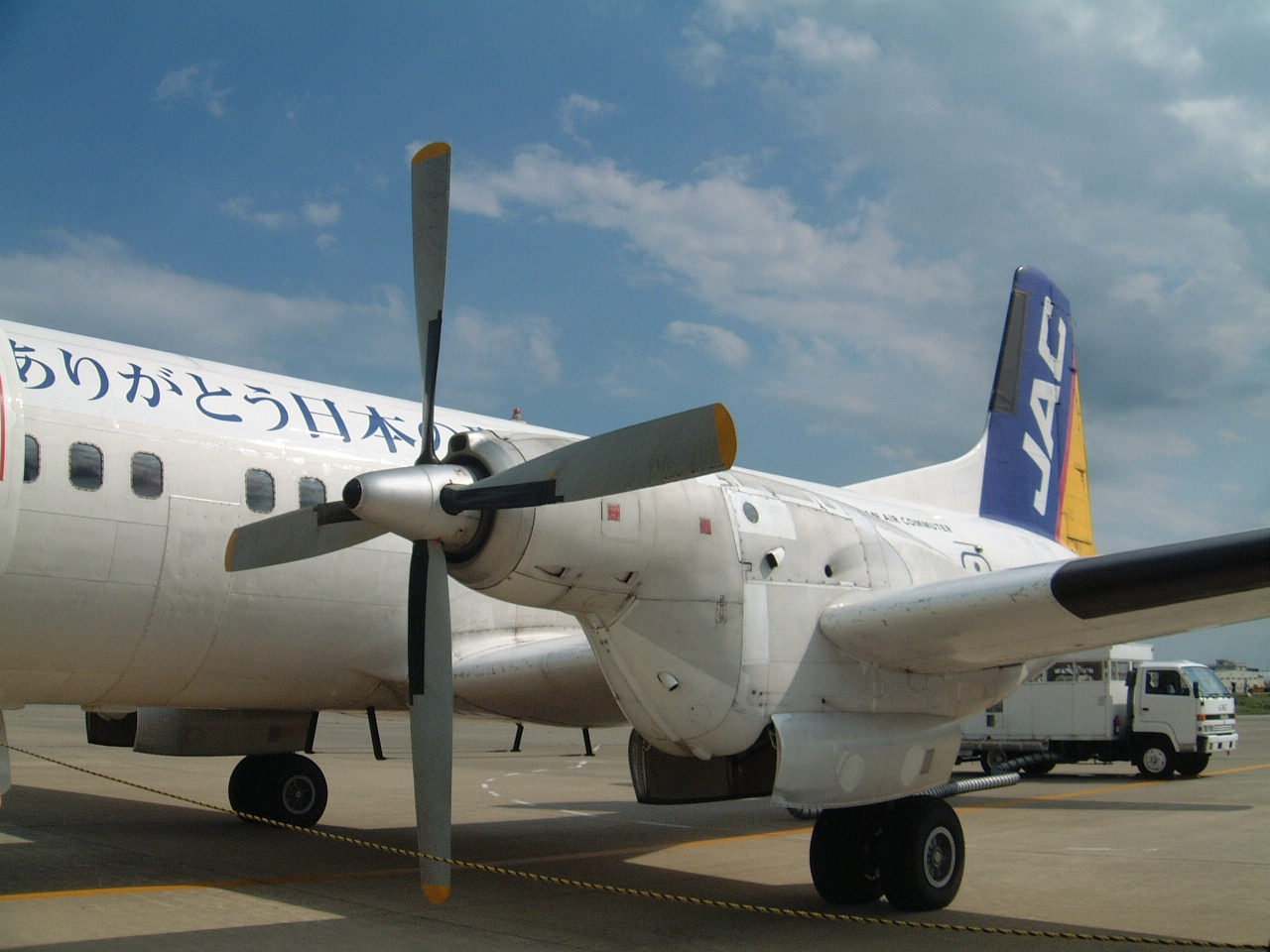
Propeller

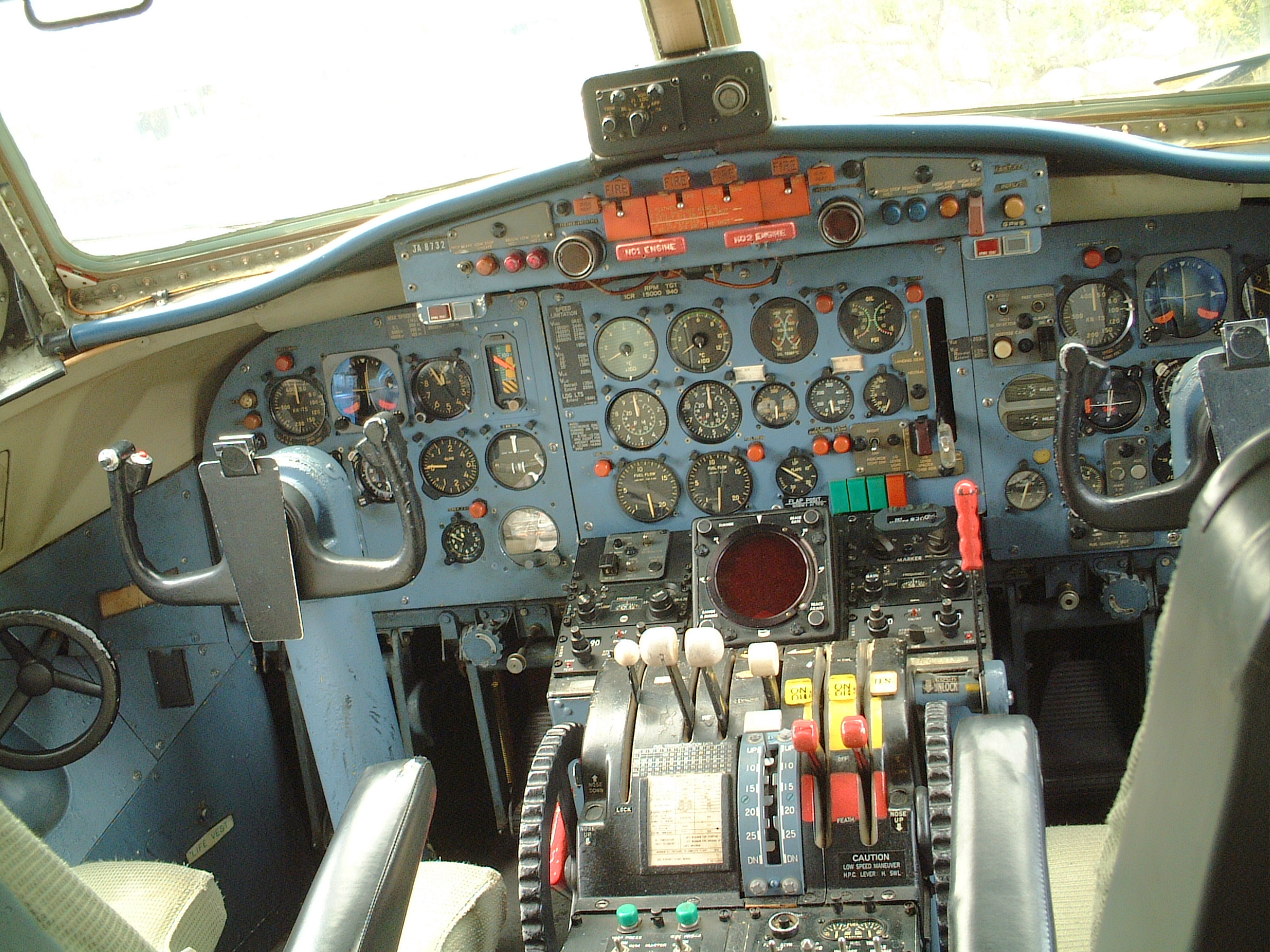
Cockpit

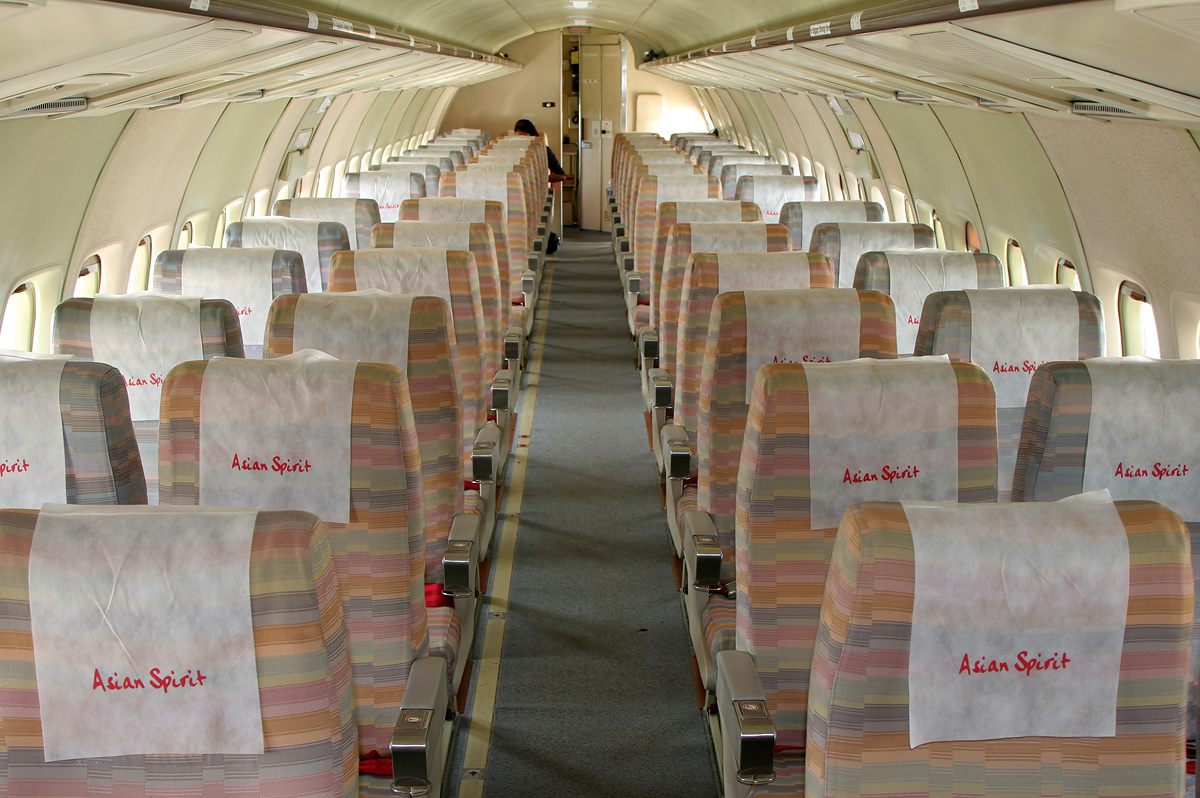
Kabine

Die YS-11 wurde von verschiedenen asiatischen Fluggesellschaften geflogen. Weitere Käufer waren beispielsweise Aerolíneas Argentinas, Cruzeiro do Sul sowie die US-amerikanische Piedmont Airlines.
In Europa war neben der norwegischen Mey-Air, die nur knapp zwei Jahre lang eine YS-11 mietete, die griechische Olympic Airways der einzige europäische Betreiber. Sie beschaffte neun fabrikneue Exemplare, von denen zwei verunglückten. Sechs der verbliebenen sieben Maschinen wurden 1980 und 1981 von den griechischen Luftstreitkräften übernommen.

## Militärische Nutzer
Griechenland
- Luftstreitkräfte

 Gabun
- Luftstreitkräfte

 Japan
- Luftselbstverteidigungsstreitkräfte

 Peru
- Luftstreitkräfte

 Philippinen
- Luftstreitkräfte

## Varianten
YS-11-100
Die YS-11-100 ist die erste Variante und bietet Platz für 64 Passagiere.
YS-11A-200
Die YS-11A-200 ist eine gestreckte Version der YS-11-100.
YS-11A-300
Die YS-11A-300 ist eine kombinierte Passagier- und Frachtversion, verfügt über ein großes Laderaumtor und bietet Platz für 48 Passagiere.
YS-11A-400
Die YS-11A-400 ist die Frachtversion der YS-11A-200 und wird nur bei den japanischen Luftselbstverteidigungsstreitkräften eingesetzt.
YS-11A-500
Die YS-11A-500 ist eine Version der YS-11A-200 mit einem auf 25.000 kg erhöhten Startgewicht.
YS-11A-600
Die YS-11A-600 ist eine Version der YS-11A-300 mit einem auf 25.000 kg erhöhten Startgewicht.
YS-11A-700
Die YS-11A-700 ist eine Version der YS-11A-400 mit einem erhöhten Startgewicht.
YS-11EB
Die vier YS-11EB werden von der Japanischen Luftwaffe als ELINT-Flugzeuge betrieben (Japan Air Self-Defense Force, stationiert am Iruma-Flughafen in der Präfektur Saitama) und sind durch Umbau vorhandener Zellen entstanden. Beim Umbau wurde auf Dreiblatt-Propeller umgerüstet (ehemals Vierblatt).

## Zwischenfälle
Beim Betrieb der YS-11 kam es zu 27 Totalverlusten; bei 8 davon wurden insgesamt 254 Menschen getötet. Beispiele:
- Am 13. November 1966 stürzte eine NAMC YS-11 der All Nippon Airways (Luftfahrzeugkennzeichen JA8658) auf einem japanischen Inlandsflug aus ungeklärter Ursache kurz nach dem Start vom Flughafen Matsuyama ins Seto-Binnenmeer ab, wobei alle 50 Personen an Bord starben (siehe auch All-Nippon-Airways-Flug 533).[3]

- Am 3. Juli 1971 ereignete sich der schwerste Unfall dieses Typs, als eine YS-11A-227 der Toa Domestic Airlines (JA8764) am Berg Yokotsu-dake zerschellte. Hierbei kamen alle 68 Insassen ums Leben  (siehe auch Toa-Domestic-Airlines-Flug 63).[4]

- Am 18. Oktober 1972 wurde eine NAMC YS-11A-202 der brasilianischen Cruzeiro do Sul (PP-CTG) bei der Landung auf dem Flughafen São Paulo–Congonhas (Brasilien) erst an der Mitte der Landebahn aufgesetzt. Als klar wurde, dass die Bremswirkung auf dem nassen Beton nicht ausreichen würde, um die Maschine rechtzeitig zum Stillstand zu bringen, versuchte der Kapitän, eine abrupte Kurve zu machen. Das Flugzeug verließ die Landebahn, kollidierte mit einem Betonkasten und rollte über eine Böschung. Dabei wurde es irreparabel beschädigt. Alle Insassen überlebten den Unfall.[5]

- Am 21. Oktober 1972 wurde eine NAMC YS-11 der griechischen Olympic Airways (SX-BBQ) vor der Küste von Voula, Athen, ins Meer geflogen. Von den 53 Insassen ertranken 36 Passagiere und ein Besatzungsmitglied, 16 Passagiere und drei Besatzungsmitglieder wurden gerettet. Der Unfall war ein gesteuerter Flug ins Gelände (CFIT).[6]

- Am 23. August 1973 stürzte eine NAMC YS-11 der brasilianischen VASP (PP-SMJ) nach einem missglückten Startabbruch vom Flughafen Rio de Janeiro–Santos Dumont in die Guanabara-Bucht. Der Kapitän hatte im letzten Moment noch versucht, die nicht rechtzeitig abbremsbare Maschine durch ein Einziehen des Fahrwerks vor dem Sturz ins Wasser zu stoppen. Von den 65 Personen an Bord kamen 8 ums Leben (siehe auch VASP-Flug 012).[7]

- Am 23. November 1976 flog eine weitere intakte NAMC YS-11 der griechischen Olympic Airways (SX-BBR) nahe Kozani, Griechenland, in einen Berg. Alle 46 Passagiere und vier Besatzungsmitglieder starben. Unfallursache war auch dieses Mal wieder ein Controlled flight into Terrain (CFIT).[8]

- Am 29. April 1977 verloren die Piloten einer NAMC YS-11A-202 der brasilianischen Cruzeiro do Sul (PP-CTI) bei der Landung auf dem Flughafen Navegantes (Brasilien) im Nebel die Kontrolle über das Flugzeug. Das Flugzeug geriet nach rechts von der Landebahn ab. Das linke Hauptfahrwerk sowie das Bugfahrwerk brachen zusammen. Die Maschine wurde irreparabel beschädigt. Die beiden Piloten, einzige Insassen auf dem Frachtflug, überlebten den Unfall.[9]

- Am 17. Juli 1977 fiel an einer NAMC YS-11A-301 der Philippine Airlines (RP-C1419) im Anflug auf den Flughafen Mactan-Cebu (Philippinen) das Triebwerk Nr. 1 (links) aus. Das Flugzeug verlor an Höhe und musste notgewassert werden. Die Maschine versank in 5 Meter tiefem Wasser. Alle 25 Insassen, drei Besatzungsmitglieder und 22 Passagiere, überlebten den Unfall.[10]

- Am 11. September 2005 geriet eine NAMC YS-11-500R der thailändischen Phuket Airlines (HS-KVO) bei der Landung auf dem Flughafen Mae Sot (Thailand) von der Landebahn ab und rutschte eine kleine Böschung hinab. Alle 28 Insassen, vier Besatzungsmitglieder und 24 Passagiere, überlebten. Das Flugzeug wurde irreparabel beschädigt.[11]

## Technische Daten
| Kenngröße                         | Daten NAMC YS-11-200                                     |
| --------------------------------- | -------------------------------------------------------- |
| Besatzung                         |                                                          |
| Passagiere                        | 64                                                       |
| Länge                             | 26,3 m                                                   |
| Spannweite                        | 32,0 m                                                   |
| Höhe                              | 9,0 m                                                    |
| Flügelfläche                      | 95 m²                                                    |
| Flügelstreckung                   | 10,8                                                     |
| Rüstmasse                         | 15.420 kg                                                |
| max. Startmasse                   | 24.500 kg                                                |
| max. Reisegeschwindigkeit         | 533 km/h in 9450 m Höhe                                  |
| Langstrecken-Reisegeschwindigkeit | 470 km/h                                                 |
| max. Reichweite                   | 3215 km                                                  |
| Reichweite mit max. Nutzlast      | 1100 km                                                  |
| Triebwerke                        | zwei Turboprops Rolls-Royce Dart; je 2.200 kW (2.991 PS) |

## Vergleichbare Flugzeugmuster
Die zweimotorige YS-11 hatte ähnliche Eigenschaften wie die viermotorige Vickers Viscount oder die Fokker F-27, wies jedoch etwa 50 % mehr Kapazität auf als letztere. Das Grundkonzept wurde einige Jahre später von British Aerospace mit dem Advanced Turboprop ATP wieder aufgenommen.